# 常盤町 (大阪市)
常盤町（ときわまち）は、大阪府大阪市中央区にある町名。現行行政地名は常盤町一丁目および常盤町二丁目。

## 地理
大阪市中央区の北部に位置する。北は鎗屋町、東は谷町3丁目、南は中央大通を挟んで農人橋、西は松屋町筋を挟んで本町橋とそれぞれ接する。東西に細長い地域で、東が1丁目、西が2丁目となる。
四方を松屋町筋・谷町筋・本町通・中央大通に囲まれており、最寄り駅は地内北東端にある谷町四丁目駅である。

## 歴史
当初は伏見立売町1 - 4丁目という町名だったが、1680年（延宝8年）に常盤町1 - 4丁目に改称され、1872年（明治5年）に1 - 2丁目に再編された。1989年（平成元年）に両替町1 - 2丁目の北部を編入した。

## 世帯数と人口
2019年（平成31年）3月31日現在の世帯数と人口は以下の通りである。
| 丁目         | 世帯数  | 人口  |
| ------------ | ------- | ----- |
| 常盤町一丁目 | 141世帯 | 210人 |
| 常盤町二丁目 | 559世帯 | 665人 |
| 計           | 700世帯 | 875人 |

### 人口の変遷
国勢調査による人口の推移。
| 1995年（平成7年）  | 221人 | [ 5 ] |  |
| 2000年（平成12年） | 210人 | [ 6 ] |  |
| 2005年（平成17年） | 371人 | [ 7 ] |  |
| 2010年（平成22年） | 597人 | [ 8 ] |  |
| 2015年（平成27年） | 613人 | [ 9 ] |  |

### 世帯数の変遷
国勢調査による世帯数の推移。
| 1995年（平成7年）  | 94世帯  | [ 5 ] |  |
| 2000年（平成12年） | 129世帯 | [ 6 ] |  |
| 2005年（平成17年） | 288世帯 | [ 7 ] |  |
| 2010年（平成22年） | 467世帯 | [ 8 ] |  |
| 2015年（平成27年） | 478世帯 | [ 9 ] |  |

## 事業所
2016年（平成28年）現在の経済センサス調査による事業所数と従業員数は以下の通りである。
| 丁目         | 事業所数  | 従業員数 |
| ------------ | --------- | -------- |
| 常盤町一丁目 | 84事業所  | 1,940人  |
| 常盤町二丁目 | 62事業所  | 1,477人  |
| 計           | 146事業所 | 3,417人  |

## 施設
- 劇団往来
- 北陽電機
- ASAHI EITOホールディングス
- 大阪労働局（第二庁舎）

## 交通

### 鉄道
- Osaka Metro 谷町四丁目駅
  - 谷町線・中央線

### 道路
高速道路
- 阪神高速1号環状線

主要地方道
- 大阪市道天神橋天王寺線（松屋町筋）
- 大阪市道築港深江線（中央大通）

## その他

### 日本郵便
- 〒540-0028[3]（集配局：大阪東郵便局[11]）